# Johann Schwegler
Johann Schwegler (* 1820; † 1903) war Kaffeesieder, Lokalpolitiker in Wien und Person des österreichischen Genossenschaftswesens.

## Funktionen in Politik und Genossenschaftswesen
Er war von 1872 bis 1879 Bürgermeister der ehemals selbständigen Wiener Gemeinde Rudolfsheim im westlichen Teil des heutigen Wiener Gemeindebezirkes Rudolfsheim-Fünfhaus. 
Im Zeitraum 1872 bis 1874 wurde er anlässlich der Gründungsversammlung vom 23. Juni 1872 auf Grund seiner Funktion als Direktor des Rudolfsheimer Vorschuss- und Sparvereins zum ersten Vorsitzenden des Engeren Ausschusses des Allgemeinen Verbandes der auf Selbsthilfe beruhenden österreichischen Erwerbs- und Wirtschaftsgenossenschaften gewählt und war von 1874 bis 1876 Vorsitzender des Gesamtausschusses des Allgemeinen Verbandes der auf Selbsthilfe beruhenden Erwerbs- und Wirtschaftsgenossenschaften in Österreich (seit 1930 Österreichischer Genossenschaftsverband).

## Auszeichnungen
- Nach ihm ist in Wien die Schweglerstraße in Fünfhaus, Rudolfsheim, benannt (Vgl. Liste der Straßennamen von Wien/Rudolfsheim-Fünfhaus).
- Nach ihm ist in Wien die 1993 eröffnete U-Bahn-Station Schweglerstraße der U-Bahn-Linie U 3 benannt.